# Бассетт (Айова)
Бассетт (англ. Bassett) — місто (англ. city) в США, в окрузі Чикасо штату Айова. Населення — 45 осіб (2020).

## Географія
Бассетт розташований за координатами 43°3′43″ пн. ш. 92°30′57″ зх. д. / 43.06194° пн. ш. 92.51583° зх. д. (43.062006, -92.515725).  За даними Бюро перепису населення США в 2010 році місто мало площу 0,95 км², уся площа — суходіл.

## Демографія
Згідно з переписом 2010 року, у місті мешкало 66 осіб у 28 домогосподарствах у складі 22 родин. Густота населення становила 69 осіб/км².  Було 37 помешкань (39/км²).
Расовий склад населення:
| - 100,0 % — білих |

До двох чи більше рас належало 0,0 %. Частка іспаномовних становила 0,0 % від усіх жителів.
За віковим діапазоном населення розподілялося таким чином: 18,2 % — особи молодші 18 років, 65,1 % — особи у віці 18—64 років, 16,7 % — особи у віці 65 років та старші. Медіана віку мешканця становила 51,5 року. На 100 осіб жіночої статі у місті припадало 112,9 чоловіків;  на 100 жінок у віці від 18 років та старших — 116,0 чоловіків також старших 18 років.
Середній дохід на одне домашнє господарство  становив 56 303 долари США (медіана — 47 813), а середній дохід на одну сім'ю — 57 783 долари (медіана — 45 625). За межею бідності перебувало 2,9 % осіб, у тому числі 0,0 % дітей у віці до 18 років та 11,1 % осіб у віці 65 років та старших.
Цивільне працевлаштоване населення становило 47 осіб. Основні галузі зайнятості: виробництво — 25,5 %, освіта, охорона здоров'я та соціальна допомога — 21,3 %, роздрібна торгівля — 14,9 %, транспорт — 12,8 %.